# Georg Scherdin
Georg Scherdin (* 20. Oktober 1904 in Aachen; † 19. Oktober 1975 im Bergisch Gladbach) war ein deutscher Architekt und Mitarbeiter im Sicherheitsdienst des Reichsführers SS (SD).

## Leben
Scherdin studierte Bauingenieurwesen in Aachen und Staatswissenschaften in Gießen und Aachen. Während seines Studiums wurde er 1924 Mitglied der Burschenschaft Vandalia Aachen und 1924/25 der Burschenschaft Arminia Gießen. Im Juli 1929 erwarb er den akademischen Grad eines Diplom-Ingenieurs und arbeitete dann bis 1932 im Vorbereitungsdienst als Regierungsbauführer (Referendar in der öffentlichen Bauverwaltung).
Am 1. November 1928 trat Scherdin in die NSDAP (Mitgliedsnummer 102.187) ein. Er war Mitarbeiter eines westpolitischen Arbeitskreises an der deutsch-belgisch-niederländischen Grenze, der 1932 als Abteilung Grenzland in die NSDAP eingegliedert und später in den Provinzialverband Rheinland integriert wurde. 1933 wurde er in Aachen Schriftleiter der Zeitschrift Westdeutscher Beobachter und war gleichzeitig auch als Referent für Grenzlandfragen bei der Bezirksregierung Düsseldorf tätig. Ab 1936 arbeitete er nebenbei als Assistent am Deutschen Institut der Technischen Hochschule Aachen, wo er 1937 promoviert wurde.
Im Dezember 1936 wurde Scherdin SS-Anwärter und arbeitete als V-Mann verdeckt für den SD in Aachen. 1938 wurde er SS-Untersturmführer (SS-Nummer 110.592) und war hauptberuflich SD-Referent im Unterabschnitt Aachen. Sein Arbeitsgebiet Volkstumsfragen des Westens unter besonderer Berücksichtigung der abgetretenen Gebiete Eupen und Malmedy nutzte er zur Anwerbung von Agenten für den SD. Dadurch konnten der deutschen Truppenführung wertvolle Hinweise für Operationen in Belgien sowie für die Infiltration Belgiens und der Niederlande gegeben werden. 1939 wurde er zum SS-Obersturmführer, 1940 zum SS-Hauptsturmführer und 1941 zum als SS-Obersturmbannführer (Führer des SD-Abschnitts Aachen) befördert.
Im Jahr 1943 ging Scherdin nach Dänemark, wo er bei der Leitung der Abteilung III (SD-Inland) des Befehlshabers der Sicherheitspolizei und des SD in Kopenhagen arbeitete. Seine Aufgaben fielen in den Zuständigkeitsbereich des Reichssicherheitshauptamts (RSHA), dessen Chef Ernst Kaltenbrunner ihn 1944 wegen Führungsschwäche ablöste und mit der Führung des SD-Leitabschnitts Reichenberg im Sudetenland beauftragte.
Nach dem Ende des Zweiten Weltkriegs wurde Scherdin nach Dänemark ausgeliefert. Dort wurde er 1949 beim Kleinen Kriegsverbrecherprozess zu sechs Jahren Gefängnis verurteilt, jedoch in der Berufung freigesprochen. Nach seiner Ausweisung aus Dänemark zog er nach Bergisch Gladbach, wo er als Architekt arbeitete.

## Schriften (Auswahl)
- Die Verbreitung der hochdeutschen Schriftsprache in Süd-Limburg. Beiträge zur kulturellen Entwicklungsgeschichte einer deutsch-niederländischen Grenzlandschaft. Dissertation, Aachen / Berlin 1937.
- Eupen-Malmedy, St. Vith. Langensalza / Berlin / Leipzig 1937.
- mit Walter Geisler und Peter Mennicken: Anthropogeographische Probleme Nordwest-Mitteleuropas. Berlin 1940.
- mit Heinrich Bischoff: Geschichte der Volksdeutschen in Belgien. Aachen 1941.
- Freiherr von Scherpenseel. Aachen 1942.